# Port lotniczy Juticalpa
Port lotniczy Juticalpa (hiszp. Aeropuerto de Juticalpa; IATA: JUT, ICAO: MHJU) – port lotniczy zlokalizowany w honduraskim mieście Juticalpa.